# 松林蝙也斎
松林 蝙也斎（まつばやし へんやさい）は、安土桃山時代から江戸時代初期の剣術家。諱は永吉（ながよし）。夢想願流の創始者。

## 生涯
文禄2年（1593年）、上杉氏家臣・松林永常の子として信濃国海津（現：長野県長野市松代）に生まれる。のちに上杉家を出奔、諸国行脚の旅に出て剣術・槍術・薙刀術を修行し、夢想権之助にも師事したという。後に夢想願流を編み出した。
その後、永吉は無雲と号し、親類の関東郡代・伊奈忠治の食客となり、武蔵国足立郡赤山村（現：埼玉県川口市赤山）に住み、剣術を教授していたが、
寛永20年（1643年）に仙台藩主伊達忠宗から知行300石で世子・光宗の剣術指南役として招かれて江戸に移った。光宗はその二年後に19歳の若さで急逝したが、永吉はその後も仙台藩に残り、仙台城下の片平丁に拝領した屋敷に道場を開いて藩士に剣技を教授した。この道場は大いに繁盛し、松林家の屋敷に面した通りは道場小路と呼ばれるようになった（現：仙台市青葉区片平二丁目。現在は道場小路共々東北大学片平キャンパスの一部となっている）。
慶安4年（1651年）3月、伊奈忠治の奔走により、江戸城において将軍・徳川家光に夢想願流の剣技を披露する機会が設けられた。この時、永吉は門人・阿部道是を相手に組太刀20番を立合ったほか、相手の太刀の棟に飛び乗り宙を舞うなどの奥義を披露し（夢想願流の極意には、「足譚」（そくたん）という相手の太刀を足で踏み落とす術があるとされる）、家光は「身の軽きこと蝙蝠の如し」とその技量を讃えたという。これを誉れとした永吉は以後は蝙也斎と号した。
明暦元年（1655年）4月、婿養子の実俊に家督を譲り隠居したが、実俊が譲られたのは松林家の家督のみであり、夢想願流の奥義は門弟の佐藤嘉兵衛が授けられた。これは世襲によって夢想願流が形骸化するのを懸念したためであるという。なお、実俊は出入司・勘定奉行など財政関連の要職を歴任し、松林家は召出二番坐の家格を与えられて幕末に至るまで存続した。永吉は最晩年に至るまで片平の道場で毎月刀を千回素振りしながら、門人に稽古を付けていたという。
寛文7年（1667年）閏2月死去。享年75。明治時代に夢想願流の技術は失伝したが、仙台市在住の子孫の元に流祖直筆の伝書類などが残されているほか、八戸市立図書館にも『願立剣術物語』などの関連文書が保管されている。